# Nguyễn Thùy Lâm
Nguyễn Thùy Lâm (nacida el 10 de septiembre de 1987, Thái Bình), es una actriz, cantante y modelo vietnamita, ganadora del concurso Miss Universo Vietnam 2008, organizado el 31 de mayo de 2008. Nguyen Thuy Lam representó a Vietnam en el certamen de belleza de Miss Universo 2008.

## Miss Universo 2008 en Vietnam
Fue anunciada como ganadora de Miss Vietnam 2008 el 31 de mayo de 2008. Durante la competencia fue también galardonada como  Miss Talento y Miss Internet seleccionada por el público. Como ganadora también le concedieron $ US12, 000 y el derecho de representar a Vietnam en el Miss Universo 2008.

## Miss Universo 2008
En el concurso celebrado en varias ciudades de Vietnam, ocupó el Top 10 de las finalistas en el concurso como Mejor Traje Nacional y en el Top 5 de las finalistas en la más encantadora de Ao Dai (Ao Dai desfile de modas). En la competencia final, Thuy Lam fue la primera candidata vietnamita de sobrevivir en el primer corte en el certamen de Miss Universo que sólo uno de los dos asiáticos han hecho el primer corte junto con Hiroko Mima de Japón. Era por consiguiente, un corte cuando el Top 10 fueron anunciados.

## Vida personal
Actualmente está casada con un empresario se graduó en los Estados Unidos.